# 마유미 아키노부
마유미 아키노부(일본어: 真弓 明信, 1953년 7월 12일 ~ )는 일본의 전 프로 야구 선수이자 야구 감독, 야구 해설가·평론가이다.

## 인물

### 선수 시대
구마모토현 다마나군 난칸정 태생으로 초등학교 3학년 때 후쿠오카현 오무타시에 이사를 하였고, 초등학교 6학년 시절 같은 동네에서 거주하고 있는 하라 미쓰구(후에 요미우리 자이언츠에 입단하는 하라 다쓰노리의 부친)가 감독으로 있는 미이케 공업고등학교가 고시엔 대회에서 우승하여 그 우승 퍼레이드를 보면서 감동 받았던 것을 계기로 야구 선수로 뛰게 되었다.
야나가와 상업고등학교 졸업 후 사회인 야구팀인 덴덴규슈에서 활동을 했으며, 1972년 프로 야구 드래프트 회의에서 3순위로 지명을 받아 다이헤이요 클럽 라이온스에 입단, 외야수라는 수비 보직으로 활약을 하다가 1978년에 유격수라는 수비 보직을 변경하면서 같은 해 베스트 나인(유격수 부문)에 선정되었다. 1978년 시즌 후 크라운라이터에서 팀 동료인 다케노우치 마사시, 다케다 마사후미, 와카나 요시하루와 함께 한신의 다부치 고이치, 후루사와 겐지를 상대로 한신 타이거스에 트레이드되었다. 이 트레이드는 한신의 주전 포수였던 다부치와 크라운라이터의 평범한 유격수인 마유미를 주축으로 하였고 세기의 트레이드라 불렸다. 이 트레이드가 한신 팬들에게는 팀의 손해라며 안타까워했다. 한신 이적 후 장타력이 있는 공포의 1번 타자로 활약을 하는 등 같은 해 5월 20일에는 사이클링 안타를 달성했고, 1983년에 시즌 최고 타율인 3할 5푼 3리를 기록하여 프로 데뷔 후 처음으로 타격왕 타이틀을 차지함과 동시에 베스트 나인(2루수 부문)에 선정되었다. 1985년에는 팀의 동료이자 2루수로 다시 돌아온 오카다 아키노부와의 바뀌는 형태로 외야수로 전향하면서 같은 해 팀이 창단 이후 처음으로 일본 시리즈 우승을 제패하여 일본 시리즈에서 우승 멤버로 활약을 한 공로로 일본 시리즈 우수 선수상을 수상했다. 마유미의 트레이드 상대였던 다부치는 세이부(크라운라이터의 후신)로 이적 후 좋은 활약을 했지만 나이로 인해 노쇠화되었고 1984년까지 활약하다 은퇴했다. 이 결과로 인해 트레이드에 대한 전문가들의 평가가 달라졌다.
1988년에 개인 사무소인 ‘유한회사 오피스 마유미’(有限会社オフィス眞弓)를 설립하였고, 1994년에는 대타로 출전하여 17개의 안타와 30타점을 기록해 엄청난 승부의 힘을 발휘하기도 했다. 이듬해 1995년에는 구단 측에서 은퇴를 권유했지만 마유미 본인은 이를 고사해 “연봉은 얼마든지 좋으니까 1년 만이라도 뛰게 해주었으면 좋겠다”라고 간청했지만 교섭은 결렬되었고 타 구단에서 영입할 의사를 나타내는 구단들이 없었기 때문에 결국 현역 생활을 은퇴하기로 결심하면서 개인 통산 2051경기 출장, 1888안타, 292개의 홈런과 2할 8푼 5리의 타율을 기록하여 23년간의 선수 생활을 은퇴했다.

### 야구 해설자·지도자 시대
은퇴 후 아사히 방송·선 텔레비전·닛칸 스포츠 등 야구 해설위원으로 지내는 등 평론가로 활동하였고, 2000년에 오사카 긴테쓰 버펄로스의 타격 코치, 2002년에 수석 코치, 같은 해인 2002년 8월 16일에 출장 정지 처분을 받은 나시다 마사타카 감독을 대신하여 감독 대행으로 활동하였다. 2004년에 긴테쓰와 오릭스 블루웨이브의 합병 조치에 의해 긴테쓰 구단이 해체됨과 동시에 코치직을 사임했다. 2008년 시즌 종료 후 전임 감독이었던 오카다 아키노부 감독의 사임으로 공석이 된 한신 타이거스의 감독을 구단으로부터 요청을 받아 수락, 10월 27일부로 정식 취임을 했다. 등번호는 본인의 희망에 따라 다이헤이요(사이타마 세이부 라이온스의 전신) 입단 당시의 2번, 한신 선수 시절의 7번을 합한 72번으로 결정했다.
취임 1년째인 2009년에는 팀의 최강 계투진인 ‘JFK’의 일각으로서 활약한 구보타 도모유키의 선발 전향, 아라이 다카히로의 1루로부터의 수비 변환, 이마오카 마코토를 1루수로 변환, 케빈 멘치를 우익수로 고정을 했지만 성적은 오르지 않았고 자신의 생일이기도 한 7월 12일에 팀은 자력 우승의 가능성이 없어졌다. 그러나 타선에서는 시즌 도중에 입단한 크레이그 브라젤의 활약, 도리타니 다카시, 아라이가 후반기에서의 복귀, 투수진은 입단 이후 침체가 계속되고 있던 노미 아쓰시를 에이스로서 독립 시킨 경우도 있어 순조로운 성적을 기록하여 도쿄 야쿠르트 스왈로스와의 3위를 놓고 경쟁을 펼쳤다. 그러나 결국 최종전(10월 9일)에서 야쿠르트에게 패하면서 4위에 머무르는 등 팀의 클라이맥스 시리즈 진출에는 실패했다.
2010년은 전년도와는 대조적으로 팀 타선이 호조를 이루면서 단일 리그 시대를 제외하면 구단 최고 성적의 팀 타율(.2895)을 기록했다. 그리고 3할 대의 타율을 기록한 타자 5명과 90타점 이상을 기록한 타자는 5명(그 중 100 타점 이상을 기록한 타자는 3명), 팀 안타는 1,458안타를 기록하는 등 60년 만에 센트럴 리그 신기록을 경신했다. 올스타전이 열리기 직전에는 한 때 리그 선두로 올라섰지만 8월과 9월에는 2개월 연속으로 선두 자리를 내줘 나고야 돔에서의 주니치 드래건스와의 상대 전적에서는 2승 10패라는 최악의 성적을 기록했던 것의 영향으로 정규 페넌트레이스에서는 2위가 되었다.
2011년에는 2년 계약을 맺었는데 그 해 시즌은 새 공인구(일명 통일구)의 영향 때문인지 타선은 전년도에 비해 호조는 없었고, 6월에는 최하위로 떨어지기도 했다. 같은 달에 있은 주주총회에서는 주주로부터 기용법이나 감독 연임과 관련한 발언도 있었고 이후 한 때는 2위로 순위를 올렸지만 3위 경쟁을 하게 되었다. 9월에는 순위에 관계없이 다음 시즌에도 연임될 것이라는 언론 보도가 나오면서 일부에서는 감독 연임 요청이 나왔다는 내용의 보도가 나왔지만 연임 요청에 대해 사카이 신야 구단주는 이를 부인했다. 그러나 연임과 관련한 팬들의 반발이 거세지면서 9월 말에 열린 경기에서 메가폰이 관중석에서 내던지는 소동이 일어나기도 했다. 어수선한 분위기가 일어나고 있는 와중에 팀은 4위로 떨어지면서 요미우리와의 클라이맥스 시리즈 출전권을 놓고 경쟁을 하고 있었지만 성적은 오르지 않았고, 10월 중순 무렵에는 팀 성적에 의해 감독직에서 해임한다는 보도가 나왔다. 결국 10월 16일에는 팀이 2년 만에 B클래스(4위 ~ 6위)를 기록했고 같은 날 정규 시즌 4위로 확정되어 클라이맥스 시리즈에 진출하지 못했다는 책임을 물어 감독직에서 물러났다.

## 에피소드
애칭은 죠(ジョー)라고 부르며, 미국으로 야구 유학을 갔던 당시에는 미국인에게 ‘Mayumi’라고 발음하기 어렵다고 말하였기에 ‘Joe’라고 불리고 있다. 복싱 선수를 배경으로 인기를 끌었던 만화 《내일의 죠》와는 전혀 관계없다고 그의 자서전에서 말하고 있다.

## 출신 학교
- 야나가와 상업고등학교(現 야나가와 고등학교)

## 선수 경력
사회인 시대
- 덴덴규슈

프로팀 경력
- 다이헤이요 클럽 라이온스·크라운라이터 라이온스(1973년 ~ 1978년)
- 한신 타이거스(1979년 ~ 1995년)

## 지도자·기타 경력
- 아사히 방송·선 텔레비전·닛칸 스포츠 야구 해설위원(1996년 ~ 1999년)
- 오사카 긴테쓰 버펄로스 타격 코치(2000년 ~ 2001년)
- 오사카 긴테쓰 버펄로스 수석 코치(2002년 ~ 2004년)
- 한신 타이거스 감독(2009년 ~ 2011년)

## 수상·타이틀 경력

### 타이틀
- 수위타자 : 1회(1983년)

### 수상
- 베스트 나인 : 3회(1978년, 1983년, 1985년)
- 일본 시리즈 우수 선수상 : 1회(1985년)
- 월간 MVP : 1회(1985년 9월)

## 주요 기록

### 첫 기록
- 첫 출장 : 1973년 5월 5일, 대 닛타쿠홈 플라이어스 전기 6차전(헤이와다이 야구장)
- 첫 안타 : 1974년 6월 23일, 대 난카이 호크스 전기 13차전(헤이와다이 야구장)
- 첫 타점 : 1975년 6월 22일, 대 한큐 브레이브스 전기 13차전(헤이와다이 야구장)
- 첫 홈런 : 1975년 8월 20일, 대 닛폰햄 파이터스 후기 8차전(고라쿠엔 구장)
- 첫 도루 : 1974년 4월 29일, 대 롯데 오리온스 전기 5차전(가와사키 구장)

### 기록 달성 경력
- 통산 2000경기 출장 : 1994년 7월 31일, 대 요코하마 베이스타스 18차전(한신 고시엔 구장)
- 통산 1500안타 : 1988년 4월 27일, 대 요코하마 다이요 웨일스 5차전(한신 고시엔 구장)
- 통산 250홈런 : 1989년 7월 23일, 대 요미우리 자이언츠 19차전(한신 고시엔 구장)
- 통산 3000루타 : 1991년 9월 26일, 대 야쿠르트 스왈로스 26차전(한신 고시엔 구장)

### 기타
- 사이클링 안타 : 1회(1979년 5월 20일, 대 주니치 드래건스 전, 나고야 구장)[1] ※역대 31번째.
- 통산 첫회 선두 타자 홈런 : 41개(1회초 24개, 1회말 17개) ※역대 2위.
- 센트럴 리그 통산 첫회 선두 타자 홈런 : 38개(1회초 21개, 1회말 17개) ※센트럴 리그 기록.
- 5경기 연속 홈런 : 2회(1980년 6월 25일 ~ 7월 6일, 1986년 7월 1일 ~ 7월 6일)
- 시즌 대타 타점 : 30타점(1994년) ※일본 기록.
- 올스타전 출장 : 9회(1978년, 1980년 ~ 1982년, 1985년 ~ 1988년, 1991년)

## 등번호
- 2(1973년)
- 42(1974년 ~ 1978년)
- 7(1979년 ~ 1995년)
- 75(2000년 ~ 2004년)
- 72(2009년 ~ 2011년)

## 통산 성적

### 연도별 타격 성적
| 연도        | 소속               | 경 기 | 타 석 | 타 수 | 득 점 | 안 타 | 2 루 타 | 3 루 타 | 홈 런 | 루 타 | 타 점 | 도 루 | 도루 실패 | 희생 번트 | 희생 플라이 | 볼 넷 | 고의 사구 | 死 구 | 삼 진 | 병 살 타 | 타 율 | 출 루 율 | 장 타 율 | O P S |
| ----------- | ------------------ | ----- | ----- | ----- | ----- | ----- | ------- | ------- | ----- | ----- | ----- | ----- | --------- | --------- | ----------- | ----- | --------- | ----- | ----- | -------- | ----- | -------- | -------- | ----- |
| 1973년      | 다이헤이요· 크라운 | 2     | 0     | 0     | 0     | 0     | 0       | 0       | 0     | 0     | 0     | 0     | 0         | 0         | 0           | 0     | 0         | 0     | 0     | 0        | ----  | ----     | ----     | ----  |
| 1974년      | 다이헤이요· 크라운 | 23    | 11    | 10    | 4     | 2     | 0       | 0       | 0     | 2     | 0     | 1     | 1         | 0         | 0           | 1     | 0         | 0     | 5     | 0        | .200  | .273     | .200     | .473  |
| 1975년      | 다이헤이요· 크라운 | 78    | 68    | 61    | 16    | 19    | 2       | 0       | 1     | 24    | 8     | 5     | 4         | 2         | 0           | 5     | 0         | 0     | 6     | 2        | .311  | .364     | .393     | .757  |
| 1976년      | 다이헤이요· 크라운 | 18    | 37    | 36    | 2     | 4     | 1       | 0       | 0     | 5     | 2     | 0     | 0         | 0         | 0           | 1     | 0         | 0     | 3     | 0        | .111  | .135     | .139     | .274  |
| 1977년      | 다이헤이요· 크라운 | 116   | 295   | 276   | 37    | 72    | 9       | 1       | 6     | 101   | 14    | 21    | 8         | 9         | 2           | 8     | 0         | 0     | 35    | 5        | .261  | .280     | .366     | .646  |
| 1978년      | 다이헤이요· 크라운 | 118   | 448   | 418   | 68    | 117   | 13      | 3       | 8     | 160   | 38    | 34    | 5         | 8         | 1           | 18    | 3         | 3     | 42    | 7        | .280  | .314     | .383     | .696  |
| 1979년      | 한신               | 125   | 559   | 517   | 55    | 142   | 15      | 3       | 13    | 202   | 51    | 20    | 14        | 4         | 2           | 36    | 2         | 0     | 84    | 9        | .275  | .321     | .391     | .711  |
| 1980년      | 한신               | 113   | 512   | 459   | 79    | 131   | 15      | 4       | 29    | 241   | 74    | 20    | 5         | 5         | 5           | 42    | 0         | 1     | 66    | 4        | .285  | .343     | .525     | .868  |
| 1981년      | 한신               | 111   | 494   | 444   | 64    | 121   | 15      | 3       | 13    | 181   | 36    | 26    | 7         | 7         | 1           | 39    | 6         | 3     | 48    | 8        | .273  | .335     | .408     | .742  |
| 1982년      | 한신               | 130   | 554   | 515   | 75    | 151   | 21      | 2       | 15    | 221   | 55    | 11    | 5         | 6         | 4           | 29    | 3         | 0     | 68    | 13       | .293  | .328     | .429     | .758  |
| 1983년      | 한신               | 112   | 493   | 448   | 77    | 158   | 22      | 3       | 23    | 255   | 77    | 13    | 7         | 5         | 2           | 37    | 7         | 1     | 54    | 9        | .353  | .402     | .569     | .971  |
| 1984년      | 한신               | 117   | 475   | 430   | 69    | 123   | 22      | 5       | 27    | 236   | 64    | 15    | 3         | 4         | 2           | 39    | 5         | 0     | 69    | 11       | .286  | .344     | .549     | .893  |
| 1985년      | 한신               | 119   | 557   | 497   | 108   | 160   | 32      | 2       | 34    | 298   | 84    | 8     | 5         | 3         | 0           | 56    | 3         | 1     | 52    | 5        | .322  | .392     | .600     | .991  |
| 1986년      | 한신               | 123   | 558   | 512   | 78    | 157   | 31      | 2       | 28    | 276   | 60    | 9     | 1         | 2         | 0           | 42    | 4         | 2     | 77    | 11       | .307  | .362     | .539     | .901  |
| 1987년      | 한신               | 119   | 500   | 455   | 60    | 123   | 18      | 1       | 23    | 212   | 53    | 4     | 3         | 0         | 1           | 44    | 3         | 0     | 55    | 3        | .270  | .334     | .466     | .800  |
| 1988년      | 한신               | 130   | 516   | 478   | 45    | 129   | 17      | 0       | 17    | 197   | 67    | 7     | 3         | 0         | 5           | 31    | 3         | 2     | 85    | 13       | .270  | .314     | .412     | .726  |
| 1989년      | 한신               | 95    | 311   | 279   | 36    | 69    | 8       | 1       | 16    | 127   | 37    | 2     | 1         | 0         | 1           | 30    | 3         | 1     | 52    | 14       | .247  | .322     | .455     | .777  |
| 1990년      | 한신               | 79    | 276   | 247   | 32    | 75    | 10      | 0       | 17    | 136   | 49    | 3     | 0         | 0         | 4           | 24    | 3         | 1     | 43    | 3        | .304  | .362     | .551     | .913  |
| 1991년      | 한신               | 102   | 319   | 288   | 38    | 77    | 9       | 0       | 17    | 137   | 61    | 1     | 0         | 0         | 1           | 30    | 1         | 0     | 46    | 12       | .267  | .335     | .476     | .811  |
| 1992년      | 한신               | 68    | 109   | 101   | 7     | 21    | 2       | 0       | 1     | 26    | 12    | 0     | 0         | 0         | 2           | 5     | 3         | 1     | 22    | 5        | .208  | .248     | .257     | .505  |
| 1993년      | 한신               | 63    | 70    | 63    | 2     | 14    | 1       | 0       | 2     | 21    | 10    | 0     | 0         | 0         | 1           | 5     | 0         | 1     | 19    | 2        | .222  | .286     | .333     | .619  |
| 1994년      | 한신               | 65    | 76    | 63    | 5     | 17    | 3       | 0       | 2     | 26    | 30    | 0     | 0         | 0         | 5           | 8     | 1         | 0     | 13    | 3        | .270  | .329     | .413     | .742  |
| 1995년      | 한신               | 25    | 32    | 27    | 0     | 6     | 0       | 0       | 0     | 6     | 4     | 0     | 1         | 0         | 1           | 4     | 0         | 0     | 9     | 0        | .222  | .313     | .222     | .535  |
| 통산 : 23년 | 통산 : 23년        | 2051  | 7270  | 6624  | 957   | 1888  | 266     | 30      | 292   | 3090  | 886   | 200   | 73        | 55        | 40          | 534   | 50        | 17    | 953   | 139      | .285  | .338     | .466     | .805  |

- 굵은 글씨는 시즌 최고 성적.
- 다이헤이요(다이헤이요 클럽 라이온스)는 1977년에 크라운(크라운라이터 라이온스)으로 구단명을 변경.

### 감독으로서의 팀 성적

#### 정규 시즌
| 연도       | 소속       | 순위       | 경기 | 승리 | 패전 | 무승부 | 승률 | 승차                         | 팀 홈런                      | 팀 타율                      | 팀 평균자책점                | 연령                         |
| ---------- | ---------- | ---------- | ---- | ---- | ---- | ------ | ---- | ---------------------------- | ---------------------------- | ---------------------------- | ---------------------------- | ---------------------------- |
| 2009년     | 한신       | 4위        | 144  | 67   | 73   | 4      | 479  | 24.5                         | 106                          | .255                         | 3.28                         | 56세                         |
| 2010년     | 한신       | 2위        | 144  | 78   | 63   | 3      | .553 | 1.0                          | 173                          | .290                         | 4.05                         | 57세                         |
| 2011년     | 한신       | 4위        | 144  | 68   | 70   | 6      | .493 | 9.0                          | 80                           | .255                         | 2.83                         | 58세                         |
| 통산 : 3년 | 통산 : 3년 | 통산 : 3년 | 432  | 212  | 207  | 13     | .508 | A클래스 : 1회, B클래스 : 2회 | A클래스 : 1회, B클래스 : 2회 | A클래스 : 1회, B클래스 : 2회 | A클래스 : 1회, B클래스 : 2회 | A클래스 : 1회, B클래스 : 2회 |

#### 포스트 시즌
| 연도 | 소속 | 경기명                                  | 상대팀                             | 성적    |
| ---- | ---- | --------------------------------------- | ---------------------------------- | ------- |
| 2010 | 한신 | 센트럴 리그 클라이맥스 시리즈 1스테이지 | 요미우리 자이언츠(센트럴 리그 3위) | 0승 2패 |

## 저서
- 《열구 비원 “죠”의 야구 찬가》(1983년) ISBN 4-7704-0518-9
- 《맹호는 죽지 않는다》(1991년) ISBN 4-583-02949-7
- 《타이거스에게 바친다》(1996년) ISBN 4-915977-24-2
- 《신장판 맹호는 죽지 않는다》(2009년) ISBN 978-4-583-10159-0